# 至高王座

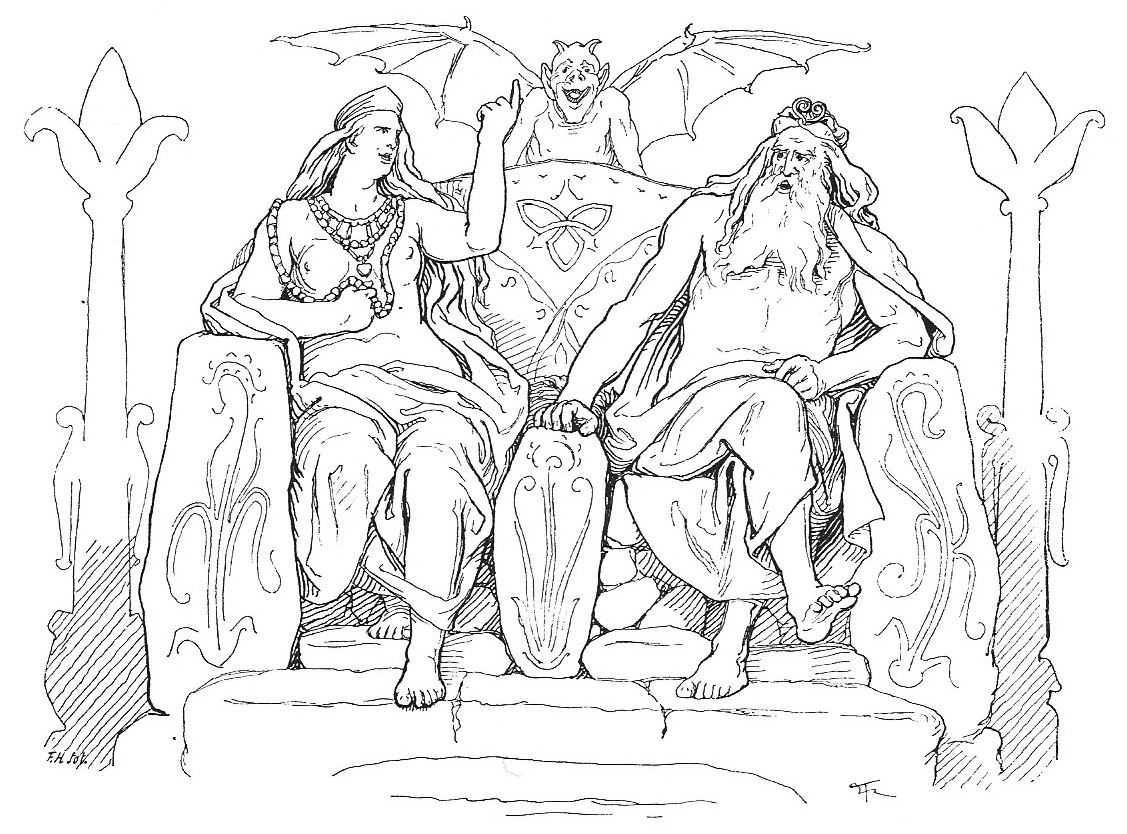
Frigg and Odin wagering upon Hliðskjálf in Grímnismál (1895) by Lorenz Frølich.

至高王座（Hlidskjalf），有之意是，奧丁的王座。
此座椅位於白銀之廳（Valaskjalf）的高塔上，坐在這椅子上，可以看到九個世界的一切事物。坐上這張椅子的特權只有奧丁和弗麗嘉可以擁有，但是即使身為奧丁的妻子，弗麗嘉也必須要經過允許才能坐上。
不過，弗雷曾經在奧丁不在的時候偷偷坐上此椅，並對看到的一名女巨人—葛德（Gerd）一見鍾情。之後，弗雷把自己的勝利之劍和馬交給隨從—史基尼爾（Skirnir），好讓史基尼爾能代他前往巨人國度求婚。也因此在諸神的黃昏到來之際，失去武器的弗雷便只能力戰身亡。